# Nicole Unger
Nicole Unger (* 1972 in München) ist eine deutsche Schauspielerin.

## Leben und Karriere
Nicole Unger absolvierte in Frankfurt am Main und München ihre Schauspielausbildung. Die Aufnahme in die ZAV-Künstlervermittlung erfolgte 1995. Diese Ausbildung ergänzte sie durch ein Studium der Schauspiel-Dramaturgie an der Münchner Bayerischen Theaterakademie August Everding, das sie 1999 abschloss.
Im Low-Budget-Kinofilm Willkommen im Club von 2005 spielte Unger eine junge Ärztin im Praktikum; außerdem fungierte sie als Co-Autorin und war an der Produktion mit beteiligt.
Im Fernsehen folgten Auftritte in Fernsehserien und Sitcoms wie Mein Leben und ich, Die Rettungsflieger oder Lindenstraße. Im Kino war Unger in Produktionen wie Unter Bauern – Retter in der Nacht (2009) an der Seite von Armin Rohde und Vision – Aus dem Leben der Hildegard von Bingen (2009) an der Seite von Barbara Sukowa, Hannah Herzsprung und Heino Ferch zu sehen.
Neben ihrer Arbeit für Fernsehen und Film ist Unger auch als Theaterschauspielerin, Regisseurin und Sprecherin tätig.